# Szczepan Sobalkowski
Szczepan Sobalkowski (ur. 23 grudnia 1901 w Kromołowie, zm. 12 lutego 1958 w Częstochowie) – polski duchowny rzymskokatolicki, doktor teologii moralnej, rektor Seminarium Duchownego w Kielcach w latach 1945–1958, biskup pomocniczy kielecki w 1958.

## Życiorys
Urodził się 23 grudnia 1901 w Kromołowie. Wykształcenie zdobył dzięki ufundowanemu stypendium. W latach 1915–1919 kształcił się w Gimnazjum Męskim w Zawierciu. Następnie w latach 1919–1923 studiował w Seminarium Duchownym w Kielcach, a w latach 1923–1926 odbył dalsze studia w Innsbrucku, ukończone doktoratem z teologii moralnej. Święcenia prezbiteratu otrzymał 27 lipca 1924 w Innsbrucku.
Po powrocie ze studiów zagranicznych pracował jako wikariusz we Włoszczowie (1926) i w Chmielniku (1926–1928). Następnie był prefektem w Gimnazjum bł. Kingi w Kielcach (1928–1929) i Gimnazjum Biskupim im. św. Stanisława Kostki (1929–1935), po czym przez rok zajmował stanowisko dyrektora gimnazjum. Od 1928 pełnił funkcję moderatora Stowarzyszenia Młodzieży Katolickiej pozaszkolnej. Wygłaszał kazania radiowe, stanowe i pasyjne. Od 1929 prowadził wykłady z teologii moralnej i teologii fundamentalnej w Seminarium Duchownym w Kielcach. W 1936 został mianowany wicerektorem seminarium, a w 1938 wykładowcą historii religii w Instytucie Wyższej Kultury Religijnej w Kielcach. W tym samym roku objął stanowisko diecezjalnego asystenta Katolickiego Stowarzyszenia Młodzieży Męskiej, pełnił również funkcję referenta spraw katechetycznych w kurii kieleckiej. W 1939 został dyrektorem gimnazjum biskupiego. W 1939 został mianowany kanonikiem honorowym, a w 1942 kanonikiem gremialnym katedry kieleckiej. Podczas okupacji niemieckiej działał w konspiracji. Pomimo zamieszkiwania nieopodal siedziby żandarmerii niemieckiej ukrywał u siebie żydowskie małżeństwo. W związku z zamknięciem gimnazjum przez okupanta włączył się w tajne nauczanie. Był zwierzchnikiem kapelanów okręgu V (radomsko-kieleckiego) Narodowych Sił Zbrojnych. 1945 został ustanowiony rektorem Seminarium Duchownego w Kielcach. W 1947 doprowadził do odzyskania całości gmachu seminaryjnego, którego znaczna część była dotąd zajmowana przez szpital i szkołę pielęgniarską. W latach 1947–1950 był redaktorem „Współczesnej Ambony”, gdzie zamieszczał wskazania homiletyczne.
W czerwcu 1950 wezwany na przesłuchanie w Urzędzie Bezpieczeństwa w związku z działalnością w NSZ podczas II wojny światowej, został aresztowany i przez 3 miesiące był poddawany ciężkiemu śledztwu. Ponownie aresztowany w sierpniu następnego roku, został osadzony w więzieniu mokotowskim w Warszawie. Śledczy uznali go za współpracownika antypaństwowego ośrodka, którym kierował biskup Czesław Kaczmarek. Torturami psychicznymi i fizycznymi prowadzonymi pod nadzorem sowieckich oficerów starano się uzyskać przyznanie się do stawianych mu fikcyjnych zarzutów. W procesie biskupa Kaczmarka wyznaczono mu rolę świadka. Podczas rozprawy odczytał spreparowane przez śledczych pismo, jednak o nic nie oskarżył biskupa i innych aresztowanych księży. W kwietniu 1954 rozpoczął się jego proces. Oskarżony został m.in. o wrogość wobec ustroju socjalistycznego i ZSRR, lojalność wobec Niemców oraz przynależność do NSZ i posługę duszpasterską wśród żołnierzy wyklętych, a także posiadanie obcych walut i handel nimi (były to zagraniczne darowizny na rozbudowę gmachu seminarium). W czerwcu 1954 został skazany na łączną karę 7 lat pozbawienia wolności, utratę praw publicznych i obywatelskich na 4 lata i przepadek mienia na rzecz Skarbu Państwa. Był więziony na Mokotowie w Warszawie, a potem w Sztumie i we Wronkach. W związku z zachorowaniem na serce, reumatyzm i żółtaczkę czynione były starania o jego przedterminowe zwolnienie. Więzienie opuścił w kwietniu 1956, powracając na urząd rektora kieleckiego seminarium.
3 czerwca 1957 papież Pius XII mianował go biskupem pomocniczym diecezji kieleckiej ze stolicą tytularną Medeli. Święcenia biskupie otrzymał 11 lutego 1958 w Kielcach wraz z Janem Jaroszewiczem. Głównym konsekratorem był biskup diecezjalny kielecki Czesław Kaczmarek, któremu towarzyszyli Michał Klepacz, biskup diecezjalny łódzki, i Piotr Kałwa, biskup diecezjalny lubelski. Jako zawołanie biskupie przyjął słowa Pokuta i modlitwa, będącymi wskazaniami objawień Maryjnych w Lourdes.
W dniu konsekracji był wyraźnie osłabiony. Mimo to następnego dnia udał się do Częstochowy, aby przed obrazem Matki Boskiej Częstochowskiej odprawić dziękczynną mszę świętą. Zmarł w trakcie nabożeństwa podczas odmawiania spowiedzi powszechnej. 15 lutego 1958 został pochowany w grobowcu kapituły kieleckiej na cmentarzu Starym w Kielcach.